# Kövessy Gábor
Kövessy Gábor (Szatmárnémeti, 1904. február 7. – Miskolc, 1980. december 6.) vízépítő mérnök.

## Élete és munkássága
1929-ben végzett a Műegyetemen. Ezután magánmérnöki gyakorlatot folytatott. 1933-tól a budapesti kultúrmérnöki hivatalnál kezdte meg vízügyi szolgálatát. 1939-től a miskolci kultúrmérnöki hivatal helyettes vezetőjeként a Borsod megyei patakok rendezési munkálatait irányította. Ezt követően Erdélyben a csíkszeredai kultúrmérnöki hivatal vezetőjévé nevezték ki. A második világháború után a Zagyva-szabályozási munkák irányítója volt. 1947-től ismét a miskolci hivatal állományába került, ahol a kiskörei öntözőtelepek építését, majd a Hernád ármentesítési munkáit vezette. 1957–1966 között az Észak-magyarországi Vízügyi Igazgatóság igazgató-helyettes főmérnökeként jelentős iparral rendelkező Északi megyék vízgazdálkodásának fejlesztésén munkálkodott, később mint szaktanácsadó a nagytérségi vízgazdálkodási feladatokat koordinálta. 1974-től a Magyar Hidrológiai Társaság tiszteleti tagja volt. Nemzetközi tevékenysége is fontos volt.